# جاك براسينجتون
جاك براسينجتون (بالإنجليزية: Jack Brasington)‏ مواليد 9 سبتمبر 1976 في ميامي، هو لاعب كرة مضرب أمريكي سابق بدأ مسيرته كمحترف سنة 2000 وكان يلعب باليد اليمنى. أعلى تصنيف له في الفردي كان المركز الـ 125 في سنة 2002. أعلى تصنيف له في الزوجي كان المركز الـ 315 في سنة 2003.

## النهائيات

### الفردي: (1)
| الرقم | السنة | الدورة                   | الأرضية | المنافس في النهائي | النتيجة في النهائي |
| ----- | ----- | ------------------------ | ------- | ------------------ | ------------------ |
| 1.    | 2002  | جوبلين, الولايات المتحدة | صلبة    | كيفن كيم           | 6–3, 1–6, 6–3      |

### الزوجي: (1)
| الرقم | السنة | الدورة                       | الأرضية | الشريك    | المنافس في النهائي      | النتيجة في النهائي |
| ----- | ----- | ---------------------------- | ------- | --------- | ----------------------- | ------------------ |
| 1.    | 2002  | ليكسينغتون, الولايات المتحدة | صلبة    | غلين وينر | براندون كوبيه إريك تينو | 6–2, 4–6, 7–5      |